# Fokův sloup

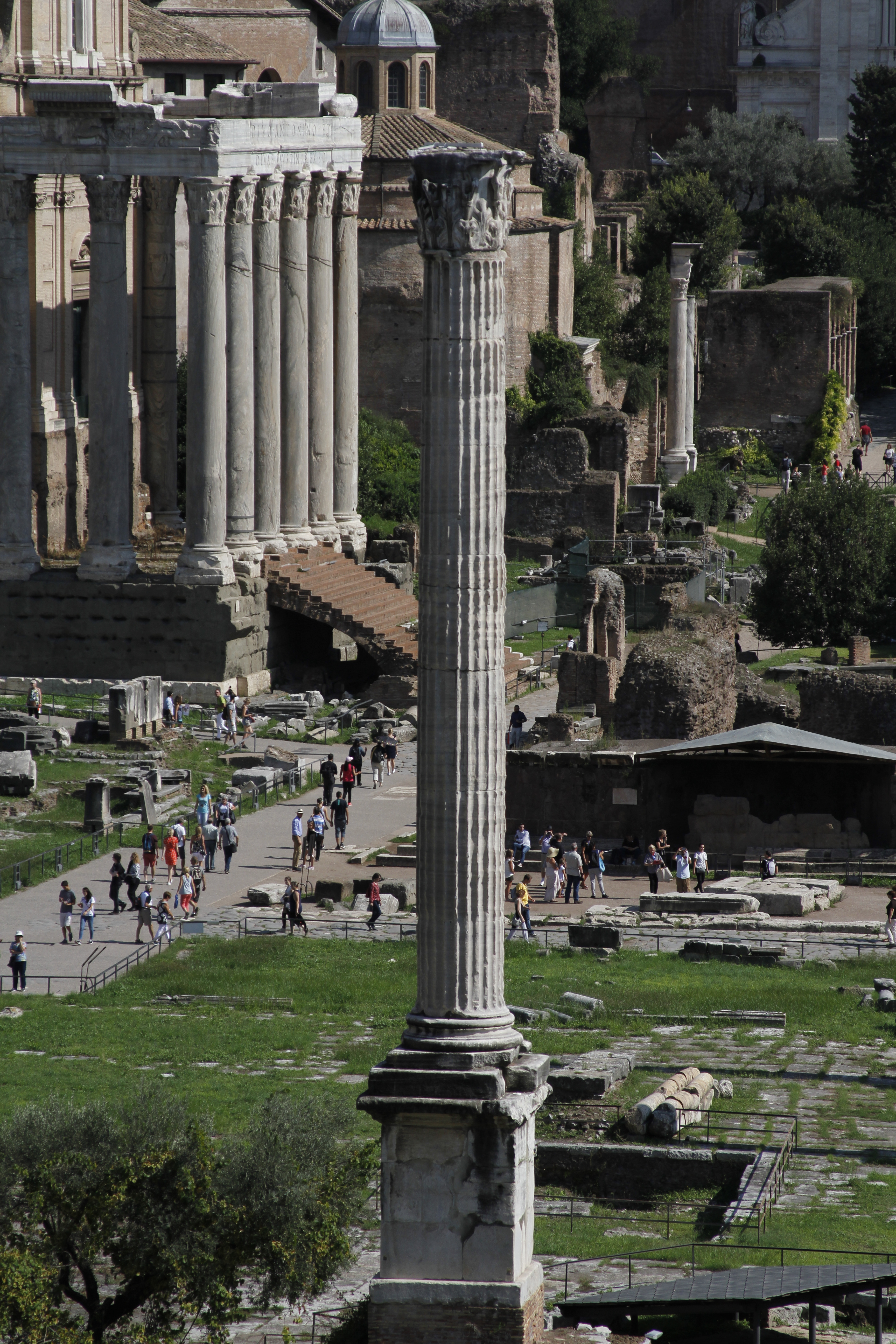
Fokův sloup

Fokův sloup je pozdní římský korintský sloup na náměstí Forum Romanum. V jeho blízkosti se na cestě Via Sacra nacházejí pozůstatky sedmi dalších sloupů.

## Historie
Je z bílého mramoru, který byl v Římské říši velmi rozšířený od konce 1. století našeho letopočtu. Původně to byl pomník císaře Diokleciána. Vlastní sloup pravděpodobně pochází ze 3. století, postavený na původním soklu k neznámému účelu. Na příkaz Smaragda, exarchy z Ravenny, byl v roce 608 přeměnen k poctě císaře Foky. Na jeho vrchol byla umístěna pozlacená císařova socha. Je považován za poslední veřejnou stavbu postavenou na římském fóru během starověku. Jeho výška je 13,60 metru.
Socha císaře zde zůstala jen krátce. V říjnu 610 byl Fokas svržen a zabit. Všechny jeho sochy byly zničeny.

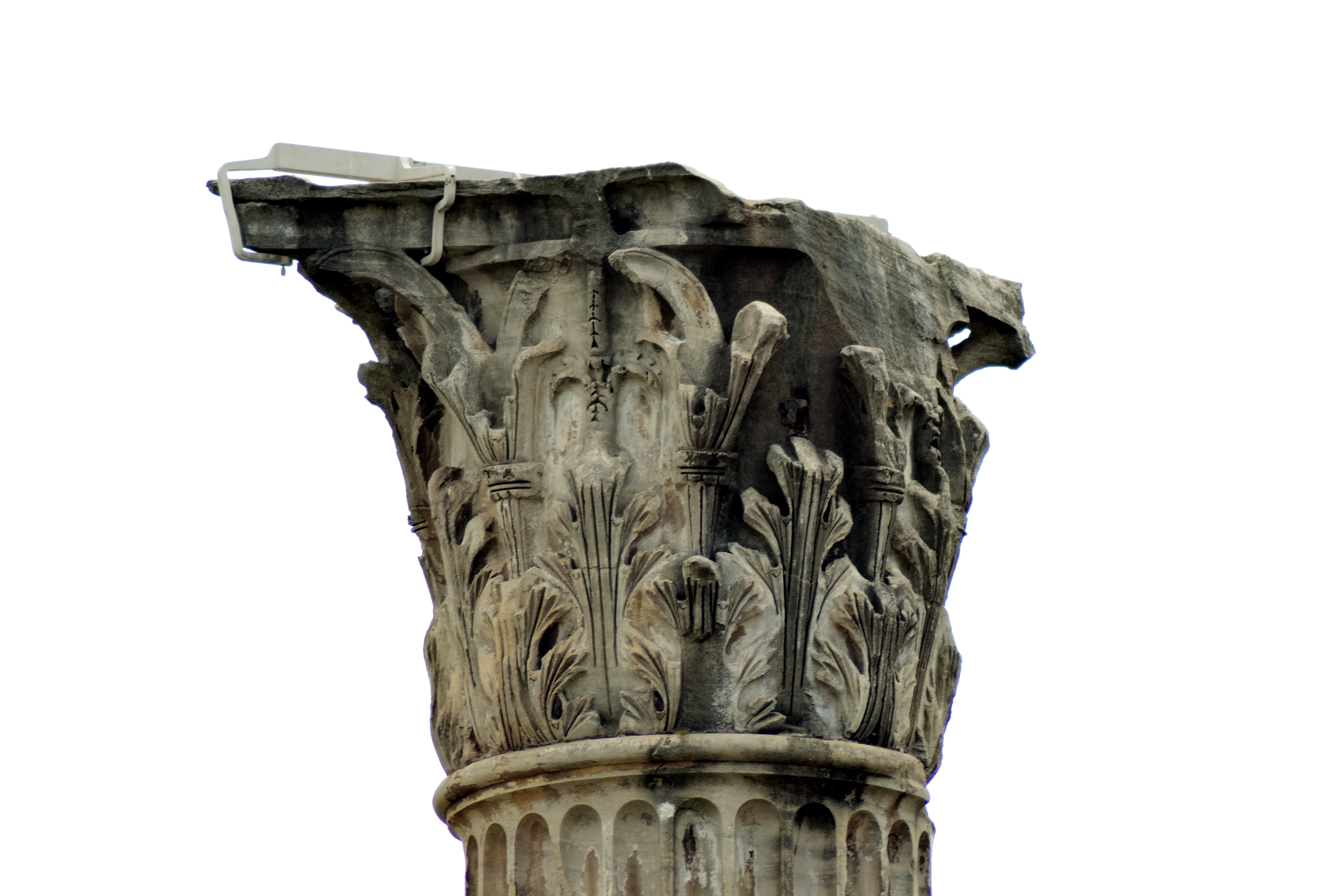
Korintská hlavice Fokova sloupu

V době stavby Fokova sloupu ze staré nádhery Fóra a Věčného města nezůstávalo mnoho. Rozhodujícím úderem byla válka císaře Justiniána I. s Góty, která v roce 550 zpustošila Řím i Itálii a do značné míry zničila i pozdní antické stavby. Stavba tohoto sloupu však ukazuje, že Řím měl pro císaře východní římské říše i v sedmém století stále podstatný ideologický význam. Císař Konstans II. sem kolem roku 662 plánoval přemístit své sídlo. A Fórum, starobylé centrum města, v té době ještě stále používané, bylo považováno za vhodné místo pro vybudování tak významné památky. Teprve v následujících desetiletích pak měl svůj význam zcela ztratit a sloužit jako pastvina pro krávy (campo vaccino).
Při vykopávkách v roce 1813 byl na jeho soklu objeven latinský nápis:
Optimo clementiss[imo piissi]moque / principi domino n(ostro) / F[ocae imperat]ori / perpetuo a d(e)o coronato, [t]riumphatori / semper Augusto / Smaragdus ex praepos(ito) sacri palatii / ac patricius et exarchus Italiae / devotus eius clementiae / pro innumerabilibus pietatis eius beneficiis et pro quiete / procurata Ital(iae) ac conservata libertate / hanc sta[tuam maiesta]tis eius / auri splend[ore fulge]ntem huic / sublimi colu[m]na[e ad] perennem / ipsius gloriam imposuit ac dedicavit / die prima mensis Augusti, indict(ione) und(icesima) / p(ost) c(onsulatum) pietatis eius anno quinto

Český překlad:
Nejlepšímu, nejmírnějšímu a nejzbožnějšímu vládci, našemu pánu Fokovi, věčnému Bohem korunovanému císaři a navždy vítěznému triumfátorovi, nechal Smaragdus, bývalý nejvyšší komoří svatého paláce, patricij a exarcha Itálie, jako poděkování za jeho laskavost, a jako projev vděčnosti za nespočet dobrých skutků, za zbožnost, mír a svobodu pro Itálii, umístit tuto sochu zasvěcenou Jeho Veličenstvu, která jiskří nádherou zlata, zde na nejvyšším sloupu, k jeho věčné slávě, první den měsíce srpna v jedenácté indikci a v pátém roce konzulátu jeho zbožnosti.

Nápis je však více než pompézní – zvláště když bylo známo, jak se „nejlepší, nejmírnější a nejzbožnější“ Fokas v roce 602 dostal k moci. Zavraždil svého předchůdce Maurikia a jeho pět synů. Přesná příčina, která vedla Smaragda k projevení takové pocty není známa.
Postavení sloupu však bylo z dnešního pohledu skutečně přínosné. Byzantský vládce totiž daroval papeži Bonifácovi IV. starověký kruhový chrám v Římě, Pantheon, původně zasvěcený všem bohům. Ten jej pak v roce 609 zasvětil Panně Marii a všem mučedníkům (Santa Maria ad Martyres). To je také jeden z důvodů, proč tato památka starověku zůstala zachována.